# Bavaria Studios & Production Services
Koordinaten: 48° 3′ 52,2″ N, 11° 33′ 17,2″ O

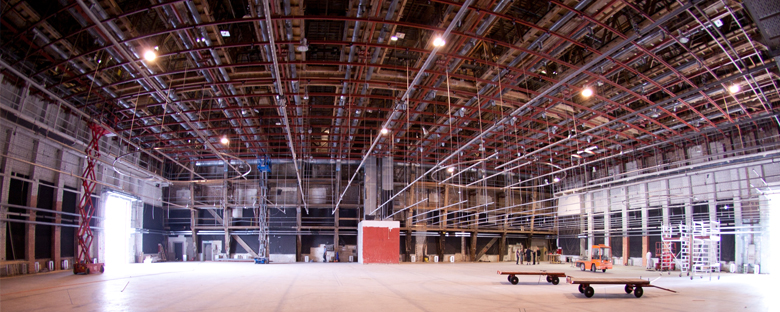
Leeres Studio 4 in Geiselgasteig

Die Bavaria Studios GmbH, kurz Bavaria Studios, bieten für Fernsehen, Film und Werbung zwölf Studios in Grünwald-Geiselgasteig (50 bis 3050 m²) an. Die Gesellschafter des Unternehmens sind:
- Bavaria Film GmbH (62,4 %)
- Zweites Deutsches Fernsehen (25,1 %)
- LfA Gesellschaft für Vermögensverwaltung mbH (12,5 %)

Geschäftsführer sind Friedhelm Bixschlag und Achim Rohnke. Der Verkaufskanal 123tv sendet 24 Stunden live aus den Studios in Geiselgasteig.

## Dienstleistungen
Für die technischen Dienstleistungen kommt ein eigener Ü-Wagen (OB-1), eine Flightcase-Regie sowie Licht- und Beschallungsequipment zum Einsatz.
Dazu kommt eine Dekorationsbau-Werkstätte mit den Dienstleistungen Szenenbild, Kulissenbau, Bühnentechnik, Landschaftsgestaltung, Transport und Logistik. Über den Studiostandort München hinaus arbeiten die Bavaria Studios als Logistikpartner für Film- und Fernsehproduzenten in Deutschland und international.
Die Dienstleistungen werden erbracht für Kunden der Segmente Kinofilme und Fernsehfilme, Unterhaltungsshows und Fernsehserien, Talkshows und Magazine, Homeshopping und Spartenfernsehen, Werbespots und Fotoshootings, Schauspiel, Oper und Musical, Entertainmentparks und Ladenbau sowie Messen und Events.

## Geschichte des Standorts Unterföhring

### Fernsehstudio München Atelierbetriebs GmbH (1966–1997)
Wilhelm Vaillant verkaufte 1966, nach Versuchen mit einer eigenen Produktion, die neuen Studios an das ZDF-Landesstudio Bayern. Das ZDF gründete auf seinem erworbenen Grundstück die eigene Tochtergesellschaft Fernsehstudio München Atelierbetriebs-GmbH, kurz FSM. Viele bekannte Fernsehspiele und Shows wurden im FSM produziert, wie zum Beispiel Dalli Dalli.

### Schließung des Standortes (2014)
Große Teile des Studiogeländes verkaufte das ZDF in der Zwischenzeit an einen neuen Eigentümer. Die Bavaria Studios verlängerten den Pachtvertrag mit diesem am Schluss nicht mehr. Am 30. Oktober 2014 wurde die letzte Sendung aus den eigenen Studios in Unterföhring produziert. Dies war das Boulevardmagazin Leute heute. Diese Sendung wird seitdem aus einem neu errichteten virtuellen Studio im Hochhaus des Landesstudio Bayern produziert. Die Bavaria Studios sind hier als technische Dienstleister mit der Produktion betreut.

## Geschichte

### Bavaria Film- und Fernsehstudios GmbH (1997–2010)
Die Studio- und Ausstattungsaktivitäten des ZDF in München und der Bavaria Film wurden 1997 in einer gemeinsamen Gesellschaft als Bavaria Film- und Fernsehstudios GmbH, kurz Bavaria Studios, zusammengefasst. An der neuen GmbH, die am 1. Juli 1997 den Betrieb aufnahm, waren zu Beginn jeweils zu einem Drittel die Bavaria Film, die LfA Förderbank Bayern und das ZDF beteiligt.

### Bavaria Studios & Production Services GmbH (ab 2010)
Seit dem 1. Februar 2010 ist die neue Firmenbezeichnung „Bavaria Studios & Production Services GmbH“.
„Bavaria Production Services“ sowie deren Tochterfirmen sind seitdem ein hundertprozentiges Tochterunternehmen der neu entstandenen Firmengruppe.

### Bavaria Studios GmbH (ab 2023)
Seit dem 1. Januar 2023 ist die neue Firmenbezeichnung „Bavaria Studios GmbH“.

## Fernsehproduktionen
- 1, 2 oder 3 (ZDF/KIKA)
- Aktenzeichen XY … ungelöst (ZDF)
- Leute heute (ZDF, bis 2023)
- ML Mona Lisa (ZDF, bis 2010)
- Die Anstalt (ZDF)
- Tabaluga tivi (bis 2010)
- Sturm der Liebe
- Verstehen Sie Spaß? (SWR für Das Erste, 2015–2017)
- Das Duell um die Welt (ProSieben)
- Die beste Show der Welt (ProSieben)
- Beginner gegen Gewinner (ProSieben)
- Win Your Song (ProSieben)
- Joko & Klaas gegen ProSieben (ProSieben)